# Andrej Rybakoŭ
Andrej Anatolevitj Rybakoŭ (belarusiska: Андрэ́й Анато́левіч Рыбако́ў; łacinka: Andrej Anatolevič Rybakoŭ; ryska: Андре́й Анато́льевич Рыбако́в, Andrej Anatoljevitj Rybakov), född 4 mars 1982 i Mogiljov, Vitryska SSR, Sovjetunionen (nuvarande Mahiljoŭ, Belarus), är en belarusisk tyngdlyftare.
Rybakoŭ tog OS-silver i samband med de olympiska tyngdlyftningstävlingarna 2004 i Aten.